# John Turnbull
Pour les articles homonymes, voir John Turnbull (homonymie) et Turnbull.
John Turnbull, mort en 1813, est un navigateur et marchand britannique qui participe au XIXe siècle à l'établissement du commerce dans l'océan Pacifique entre l'Australie et la Polynésie ainsi qu'Hawaii.

## Biographie
Le marchand John Turnbull et John Buyers (en), second officier de marine qui commerce en Chine, décident d'acquérir vers 1800 un navire, le Margaret nouvellement mis à l'eau, leur permettant d'établir de nouvelles voies de commerce dans l'Océan Pacifique à partir de l'Australie. Ils partent en mai 1800, en passant par Madère, San Salvador de Baya, le cap de Bonne-Espérance – qu'ils passent le 7 novembre et où il résident un mois au Cap –, et arrivent à Port Jackson le 7 janvier 1801. Ils réalisent alors du commerce entre les différentes colonies de l'État de Victoria et de Nouvelle-Galles du Sud durant plusieurs mois, achetant et revendant des produits agricoles (céréales et porcs).
Turnbull et Buyers entreprennent ensuite de 1802-1804 un voyage vers Tahiti en partant de Port Jackson (dans la baie de Sydney) en Australie, passant par King Island puis l'île Norfolk. Le 9 août 1802, ils quittent Norfolk pour se diriger vers Tahiti qu'ils atteignent le 23 septembre et jettent l'ancre dans la baie de Matavai (à Mahina). Ils rencontrent les autorités tahitiennes locales (dont Pōmare Ier) qui donnent bon accueil. Ils souhaitent réaliser du commerce d'outils mais les conflits entre les différents chefs des Tuamotu entrainent en revanche une demande en armements divers. John Turnbull continue ses échanges localement, notamment en confiant ponctuellement son navire à son partenaire, le capitaine John Buyers, qui doit visiter les îles Sous-le-Vent (dont Huahine et à Opoa sur Raiatea alors nommée Ulitea) pendant que lui reste à Tahiti. Au cours de ces voyages commerciaux Turnbull et Buyers découvrent les atolls de Makemo et Taenga le 10 mars 1803 qu'ils nomment respectivement « Phillips's Island » et « Holt's Island »,,. Quelques mois plus tard la Margaret s'échoue sur les récifs des Îles Palliser ; l'équipage regagne Tahiti sur un bateau de fortune. Turnbull et Buyers quittent définitivement Tahiti le 2 septembre 1803 pour Port Jackson qu'ils rallient en décembre.
En janvier 1804, toujours à bord d'une nouvelle Margaret, John Turnbull réalise des échanges commerciaux avec différents rois de l'archipel d'Hawaii, alors en guerre — Kamehameha Ier sur O'ahu voulant envahir Kaua'i où règne Kaumuali'i que Turnbull prévient.

## Ouvrage
- (en) A Voyage Round the World: In the Years 1800, 1801, 1802, 1803, and 1804, in which the Author Visited the Principal Islands in the Pacific Ocean and the English Settlements of Port Jackson and Norfolk Island, 2 volumes, John Turnbull, éd. R. Phillips, 1805.